# Friendship, Arkansas
Friendship là một thị trấn thuộc quận Hot Spring, tiểu bang Arkansas, Hoa Kỳ. Năm 2010, dân số của thị trấn này là 176 người.

## Dân số
- Dân số năm 2000: 206 người.
- Dân số năm 2010: 176 người.